# Curling na Zimních olympijských hrách 1924
Soutěž v curlingu na olympiádě v Chamonix byla vypsána pouze pro muže. Jednalo se o první soutěž v curlingu v historii olympijských her.
V únoru roku 2006, několik dní před zahájením zimních olympijských her 2006, Mezinárodní olympijský výbor rozhodl, že curling v roce 1924 byl oficiálním sportem zimní olympiády a ne sportem ukázkovým, jak tvrdilo mnoho autorizovaných zdrojů (ačkoli MOV tak nikdy neučinil). Toto úřední potvrzení bylo vyvrcholením investigativní kampaně, kterou začaly glasgowské noviny The Herald ve jménu rodin osmi Skotů, kteří vyhráli prvé zlaté medaile v historii olympijského curlingu. Vítězný tým byl vybrán Royal Caledonian Curling Club, Perth, mateřským klubem curlingu.
Curling byl v době olympiády ve Francii málo známý a to bylo také jedním z důvodů, proč závody měly tak málo početnou diváckou obec. Ta byla ale nakonec tímto sportem nadšená, snad pro jeho podobnost s ve Francii tak populárním pétanquem.
Zvláštností soutěže bylo, že hráč za Velkou Británii, major D. J. Astley, hrál za Švédy, když v rozhodujícím zápase přemohli Francii. Záznamy MOV vypovídají, že Astley přijal jak stříbrnou medaili za švédský tým, tak zlatou za vítězný tým Velké Británie. Pokud tedy záznamy nelžou, pak je Astley jedinou osobou, která přijala zlatou a stříbrnou medaili v jednom olympijském závodě a jedna z mála osob, které vybojovaly medaile pro různé národy.
Soutěže v curlingu se účastnily pouze Francie, Velká Británie a Švédsko (2 týmy), ačkoli je jako přihlášený uveden i švýcarský tým, ve výsledkové listině je uveden jako „nezúčastnivší se“.

## Medailové pořadí zemí
| Pořadí | Země                 | Zlato | Stříbro | Bronz | Celkově |
| ------ | -------------------- | ----- | ------- | ----- | ------- |
| 1.     | Velká Británie (GBR) | 1     | 0       | 0     | 1       |
| 2.     | Švédsko (SWE)        | 0     | 1       | 0     | 1       |
| 3.     | Francie (FRA)        | 0     | 0       | 1     | 1       |
|        | Celkem               | 1     | 1       | 1     | 3       |

## Medailisté

### Muži
| Disciplína  | Zlato | Stříbro | Bronz |
| ----------- | --- | --- | --- |
| turnaj muži | Velká Británie (GBR) · John T. S. Robertson-Aikman (kapitán) · William K. Jackson (skip) · Robin Welsh · Thomas Murray · Náhradníci: · Laurence Jackson · John McLeod · William Brown · major D. G. Astley | Švédsko (SWE) · Tým I · Carl Wilhelm Petersén (skip) · Ture Ödlund · Victor E. Wetterström · Erik O. Severin · Náhradníci: · C. A. Kronlund · C. W. Petersen · Tým II · Johan Petter Åhlén (skip) · Carl-Axel F. Pettersson · Karl-Erik Wahlberg · D. G. Astley, | Francie (FRA) · F. Cournollet (kapitán a skip) · P. Canivet · A. Bénédic · Gérard André · Náhradníci: · H. Aldebert · R. Planque |

Poznámka: R. Cousin z Velké Británie je v oficiální zprávě uveden jako „nezúčastnivší se“ a tak není známo, zdali obdržel medaili, protože je například známo, že podobný zápis má i skip William Jackson přestože se zápasu účastnil a obdržel i medaili.